# EPrix de Santiago 2020
GP précédent GP suivant
L'ePrix de Santiago 2020 (2020 Antofagasta Minerals Santiago E-Prix), disputé le 18 janvier 2020 sur le circuit du parc O'Higgins, est la 61e manche de l'histoire du championnat de Formule E FIA. Il s'agit de la troisième édition de l'ePrix de Santiago comptant pour le championnat de Formule E et de la troisième manche du championnat 2019-2020.

## Essais libres

### Première séance
| Pos. | Pilote                 | Voiture          | Chrono         | Écart     |
| ---- | ---------------------- | ---------------- | -------------- | --------- |
| 1    | Sam Bird               | Virgin-Audi      | 1 min 04 s 914 |           |
| 2    | António Félix da Costa | Techeetah-DS     | 1 min 05 s 064 | + 0 s 150 |
| 3    | Edoardo Mortara        | Venturi-Mercedes | 1 min 05 s 096 | + 0 s 182 |
| 4    | Lucas di Grassi        | Audi             | 1 min 05 s 203 | + 0 s 289 |
| 5    | Nico Müller            | Dragon-Penske    | 1 min 05 s 252 | + 0 s 338 |
| 6    | Jérôme d'Ambrosio      | Mahindra         | 1 min 05 s 314 | + 0 s 400 |

### Deuxième séance
| Pos. | Pilote                 | Voiture          | Chrono         | Écart     |
| ---- | ---------------------- | ---------------- | -------------- | --------- |
| 1    | Oliver Rowland         | e.dams-Nissan    | 1 min 04 s 799 |           |
| 2    | Felipe Massa           | Venturi-Mercedes | 1 min 04 s 930 | + 0 s 131 |
| 3    | Mitch Evans            | Jaguar           | 1 min 05 s 046 | + 0 s 247 |
| 4    | Maximilian Günther     | Andretti-BMW     | 1 min 05 s 120 | + 0 s 321 |
| 5    | André Lotterer         | Porsche          | 1 min 05 s 257 | + 0 s 458 |
| 6    | António Félix da Costa | Techeetah-DS     | 1 min 05 s 280 | + 0 s 481 |

## Qualifications
| Pos. | Pilote                 | Écurie           | Groupe de qualification | Super pole     | Grille |
| ---- | ---------------------- | ---------------- | ----------------------- | -------------- | ------ |
| 1    | Mitch Evans            | Jaguar           | 1 min 04 s 921          | 1 min 04 s 827 | 1      |
| 2    | Maximilian Günther     | Andretti-BMW     | 1 min 05 s 169          | 1 min 05 s 102 | 2      |
| 3    | Pascal Wehrlein        | Mahindra         | 1 min 05 s 525          | 1 min 05 s 645 | 3      |
| 4    | Felipe Massa           | Venturi-Mercedes | 1 min 05 s 463          | 1 min 05 s 645 | 4      |
| 5    | Oliver Turvey          | NIO              | 1 min 05 s 510          | 1 min 05 s 788 | 5      |
| 6    | Sébastien Buemi        | e.dams-Nissan    | 1 min 05 s 390          | 1 min 05 s 809 | 6      |
| 7    | Edoardo Mortara        | Venturi-Mercedes | 1 min 05 s 547          |                | 7      |
| 8    | Nyck de Vries          | Mercedes         | 1 min 05 s 560          |                | 8      |
| 9    | Stoffel Vandoorne      | Mercedes         | 1 min 05 s 566          |                | 9      |
| 10   | António Félix da Costa | Techeetah-DS     | 1 min 05 s 574          |                | 10     |
| 11   | Jean-Éric Vergne       | Techeetah-DS     | 1 min 05 s 625          |                | 11     |
| 12   | Neel Jani              | Porsche          | 1 min 05 s 696          |                | 12     |
| 13   | Daniel Abt             | Audi             | 1 min 05 s 745          |                | 13     |
| 14   | André Lotterer         | Porsche          | 1 min 05 s 801          |                | 14     |
| 15   | Alexander Sims         | Andretti-BMW     | 1 min 05 s 848          |                | 15     |
| 16   | Sam Bird               | Virgin-Audi      | 1 min 05 s 886          |                | 16     |
| 17   | Brendon Hartley        | Dragon-Penske    | 1 min 06 s 126          |                | 17     |
| 18   | James Calado           | Jaguar           | 1 min 06 s 305          |                | 18     |
| 19   | Nico Müller            | Dragon-Penske    | 1 min 06 s 367          |                | 19     |
| 20   | Jérôme d'Ambrosio      | Mahindra         | 1 min 07 s 692          |                | 20     |
| 21   | Robin Frijns           | Virgin-Audi      | 1 min 09 s 089          |                | 21     |
| 22   | Oliver Rowland         | e.dams-Nissan    | 1 min 18 s 239          |                | 22     |
| 23   | Lucas di Grassi        | Audi             | 1 min 26 s 526          |                | 23     |
| 24   | Ma Qing Hua            | NIO              | Pas de temps            |                | 24     |

## Course

### Classement
| Pos. | no | Pilote                 | Écurie           | Tours | Temps/Abandon                      | Grille | Points |
| ---- | -- | ---------------------- | ---------------- | ----- | ---------------------------------- | ------ | ------ |
| 1    | 28 | Maximilian Günther     | Andretti-BMW     | 40    | 46 min 11 s 511                    | 2      | 25     |
| 2    | 13 | António Félix da Costa | Techeetah-DS     | 40    | + 2 s 067                          | 10     | 18     |
| 3    | 20 | Mitch Evans            | Jaguar           | 40    | + 5 s 119                          | 1      | 19     |
| 4    | 94 | Pascal Wehrlein        | Mahindra         | 40    | + 7 s 050                          | 3      | 12     |
| 5    | 17 | Nyck de Vries          | Mercedes         | 40    | + 9 s 883 (dont 5 s de pénalité)   | 8      | 10     |
| 6    | 5  | Stoffel Vandoorne      | Mercedes         | 40    | + 11 s 237                         | 9      | 8      |
| 7    | 11 | Lucas di Grassi        | Audi             | 40    | + 14 s 437                         | 22     | 6      |
| 8    | 51 | James Calado           | Jaguar           | 40    | + 18 s 255                         | 18     | 4      |
| 9    | 19 | Felipe Massa           | Venturi-Mercedes | 40    | + 20 s 430                         | 4      | 2      |
| 10   | 2  | Sam Bird               | Virgin-Audi      | 40    | + 21 s 780                         | 16     | 2      |
| 11   | 3  | Oliver Turvey          | NIO              | 40    | + 27 s 778                         | 5      |        |
| 12   | 7  | Nico Müller            | Dragon-Penske    | 40    | + 33 s 786 (dont 10 s de pénalité) | 19     |        |
| 13   | 23 | Sébastien Buemi        | e.dams-Nissan    | 40    | + 43 s 257 (dont 30 s de pénalité) | 6      |        |
| 14   | 66 | Daniel Abt             | Audi             | 39    | + 47 s 198 (dont 30 s de pénalité) | 13     |        |
| 15   | 4  | Robin Frijns           | Virgin-Audi      | 39    | + 1 tour                           | 21     |        |
| 16   | 33 | Ma Qing Hua            | NIO              | 39    | + 1 tour (dont 45 s de pénalité)   | 24     |        |
| 17   | 22 | Oliver Rowland         | e.dams-Nissan    | 36    | + 4 tours                          | 23     |        |
| Abd. | 64 | Jérôme d'Ambrosio      | Mahindra         | 40    | Batterie déchargée                 | 20     |        |
| Abd. | 6  | Brendon Hartley        | Dragon-Penske    | 35    | Retrait volontaire                 | 17     |        |
| Abd. | 25 | Jean-Éric Vergne       | Techeetah-DS     | 32    | Accident                           | 11     |        |
| Abd. | 48 | Edoardo Mortara        | Venturi-Mercedes | 29    | Accident                           | 7      |        |
| Abd. | 27 | Alexander Sims         | Andretti-BMW     | 4     | Accident                           | 2      |        |
| Abd. | 18 | Neel Jani              | Porsche          | 2     | Retrait volontaire                 | 12     |        |
| Dsq. | 36 | André Lotterer         | Porsche          | 28    | Consommation d'énergie excessive   | 14     |        |

- António Félix da Costa, Stoffel Vandoorne, Lucas di Grassi, Sébastien Buemi et Daniel Abt ont été désignés par un vote en ligne pour obtenir le fanboost, qui leur permet de bénéficier de 25 kW supplémentaires pendant cinq secondes lors de la deuxième moitié de la course.

### Pole position et record du tour
La pole position et le meilleur tour en course rapportent respectivement 3 points et 1 point.
- Pole position :  Mitch Evans (Jaguar) en 1 min 04 s 827.
- Meilleur tour en course :  Oliver Rowland (e.dams-Nissan) en 1 min 06 s 405 au 26e tour.

### Tours en tête
- Mitch Evans (Jaguar) : 18 tours (1-18)
- Maximilian Günther (Andretti-BMW) : 19 tours (19-36 ; 40)
- António Félix da Costa (Techeetah-DS) : 3 tours (37-39)

## Classements généraux à l'issue de la course
| Pos. | Pilote                 | Points |
| ---- | ---------------------- | ------ |
| 1    | Stoffel Vandoorne      | 38     |
| 2    | Alexander Sims         | 35     |
| 3    | Sam Bird               | 28     |
| 4    | Maximilian Günther     | 25     |
| 5    | Lucas di Grassi        | 24     |
| 6    | Oliver Rowland         | 22     |
| 7    | António Félix da Costa | 21     |
| 8    | Mitch Evans            | 21     |
| 9    | André Lotterer         | 18     |
| 10   | Edoardo Mortara        | 18     |
| 11   | Nyck de Vries          | 18     |
| 12   | Pascal Wehrlein        | 12     |
| 13   | Robin Frijns           | 10     |
| 14   | James Calado           | 10     |
| 15   | Daniel Abt             | 8      |
| 16   | Jean-Éric Vergne       | 4      |
| 17   | Felipe Massa           | 2      |
| 18   | Jérôme d'Ambrosio      | 2      |
| 19   | Brendon Hartley        | 2      |

| Pos. | Écurie           | Points |
| ---- | ---------------- | ------ |
| 1    | Andretti-BMW     | 60     |
| 2    | Mercedes         | 56     |
| 3    | Virgin-Audi      | 38     |
| 4    | Audi             | 32     |
| 5    | Jaguar           | 31     |
| 6    | Techeetah-DS     | 25     |
| 7    | e.dams-Nissan    | 22     |
| 8    | Venturi-Mercedes | 20     |
| 9    | Porsche          | 18     |
| 10   | Mahindra         | 14     |
| 11   | Dragon-Penske    | 2      |